# Список об'єктів, названих на честь П'єра-Симона Лапласа
Наступне було названо на честь П'єра-Симона Лапласа (фр. Pierre-Simon Laplace; 1749—1827) — французького математика і астронома:
теореми
- Алгебраїчна теорема Лапласа
- Мінор матриці (Теорема Лапласа)
- Локальна теорема Муавра-Лапласа

закони
- Закон Лапласа
- Закон Біо — Савара — Лапласа

рівняння
- Рівняння Лапласа
- Двовимірне рівняння Лапласа

інше
- Вектор Лапласа — Рунге — Ленца
- Демон Лапласа
- Дві умови П. Лапласа
- Критерій Баєса — Лапласа
- Метод Лапласа[en] наближеного обчислення інтегралів
- Оператор Лапласа (Лапласіан)
- Перетворення Лапласа
- Площина Лапласа
- Розподіл Лапласа
- Число Лапласа
- 4628 Лаплас — астероїд головного поясу